# Giacomo Gastaldi

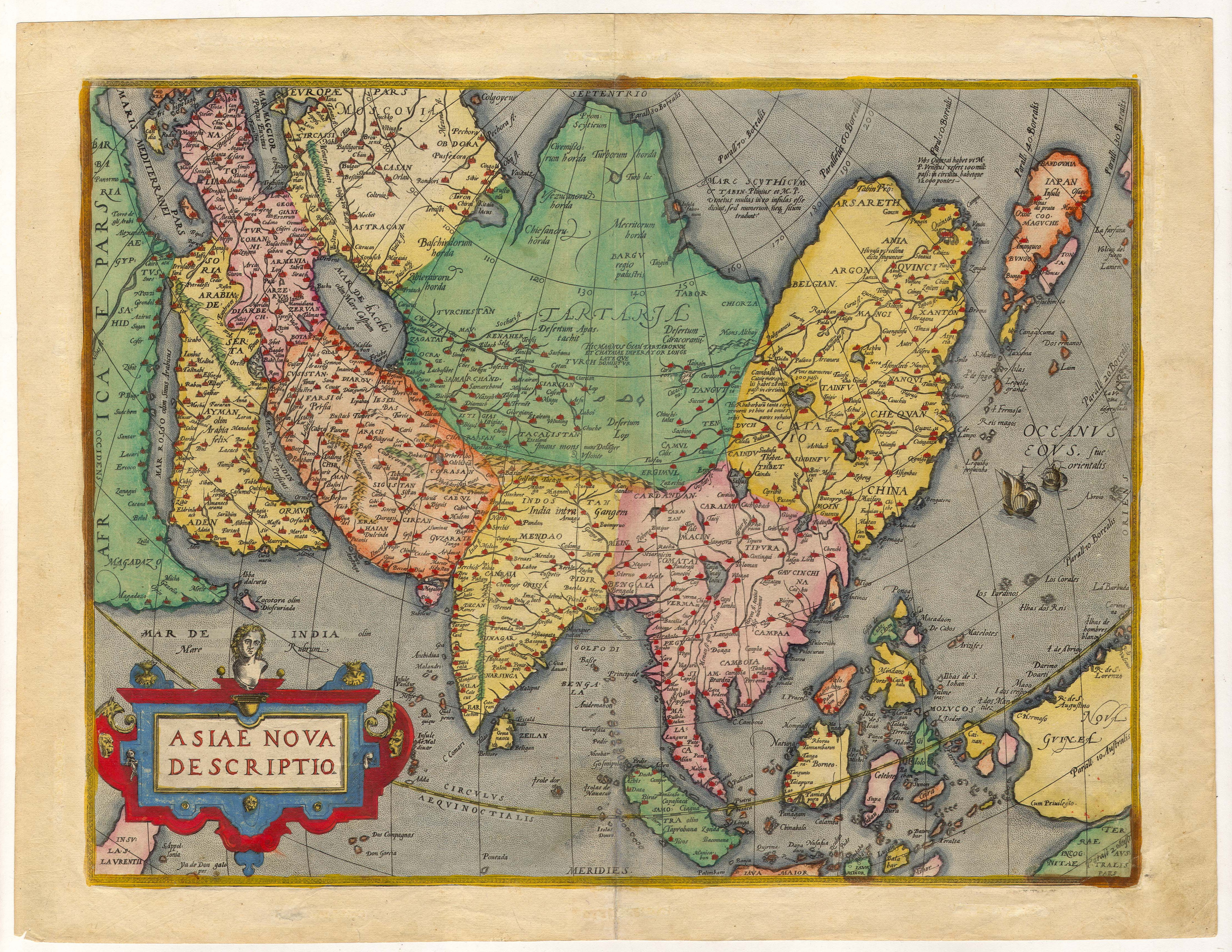
Asiae Nova Descriptio de Giacomo Gastaldi (1574).

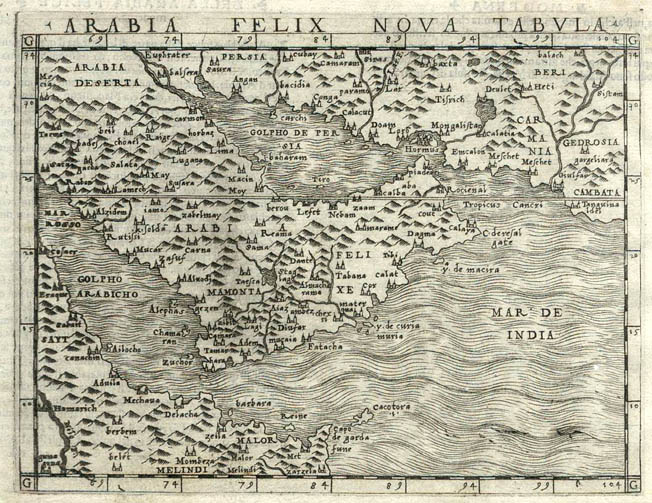
Mapa de la península aràbiga de Giacomo Gastaldi.

Giacomo Gastaldi (Villafranca Piemonte, Piemont, c. 1500 - Venècia, octubre de 1566) va ser un cartògraf italià del segle xvi. Gastaldi (a vegades conegut com a Jacopo o Iacob) va començar la seva carrera com a enginyer, al servei de la República de Venècia, fins a la quarta dècada del segle xvi. Al voltant de 1544 va posar la seva atenció exclusivament en la cartografia, i la seva obra representa un punt d'inflexió important en el desenvolupament cartogràfic.
Segons Philip Burden, l'edició Castaldi de 1548 de la Geografia de Ptolemeu "va ser l'atles més complet produït entre la Geographia de Martin Waldseemüller de 1513 i el Theatrum d'Abraham Ortelius de 1570," ja que inclou mapes regionals de les Amèriques. Tanmateix l'atenció detallada de Gastaldi pel nou món no va ser l'única contribució al desenvolupament de l'edició de mapes. També es va reduir la mida del volum, sent aquest el primer atles de "butxaca", i es va introduir una nova tècnica carteogràfica com és el gravat en coure, amb la qual cosa el gravador podia donar un nivell més elevat de finor i detall als mapes. Fins aquell moment la majoria de mapes es feien impresos a partir de gravats de fusta.
Gastaldi va ser descrit per un contemporani com el 'cosmògraf piamonteses més excel·lent'. Com a cartògraf, Gastaldi va treballar per a diverses editorials, com la de Nicolo Bascarini i Pedrezano Giovanbattista. Però també de tant en tant accepta encàrrecs privats, com per exemple, el Consell dels Deu de Venècia, que el va convidar a pintar mapes al fresc d'Àsia i Àfrica a les parets d'una habitació del Palau Ducal.